# Dipteretrum reductum
Dipteretrum reductum är en kackerlacksart som beskrevs av Rehn, J. A. G. 1922. Dipteretrum reductum ingår i släktet Dipteretrum och familjen småkackerlackor. Inga underarter finns listade i Catalogue of Life.